# Campeonato Africano de Atletismo de 2012 - 100 m feminino
A prova dos 100 metros feminino do Campeonato Africano de Atletismo de 2012 foi disputada entre os dias 27 e 28 de junho de 2012 no Estádio Charles de Gaulle em Porto Novo,  no Benim.

## Recordes
Antes desta competição, os recordes mundiais e do campeonato nesta prova eram os seguintes:
|                       | Nome                     | Nacionalidade  | Tempo  | Local        | Data                |
| --------------------- | ------------------------ | -------------- | ------ | ------------ | ------------------- |
| Recorde mundial       | Florence Griffith Joyner | Estados Unidos | 10s 49 | Indianápolis | 16 de julho de 1988 |
| Recorde do campeonato | Blessing Okagbare        | Nigéria        | 11s 03 | Nairóbi      | 29 de julho de 2010 |
| Recorde africano      | Glory Alozie             | Nigéria        | 10s 90 | La Laguna    | 5 de junho de 1999  |

## Medalhistas
| Ouro                    | Prata                   | Bronze              |
| Ruddy Zang Milama (GAB) | Blessing Okagbare (NGR) | Gloria Asumnu (NGR) |

## Cronograma
Todos os horários são locais (UTC+1).
| Data        | Hora  | Evento    |
| ----------- | ----- | --------- |
| 27 de junho | 12:30 | Bateria   |
| 28 de junho | 13:00 | Semifinal |
| 28 de junho | 15:00 | Final     |

## Resultados

### Bateria
Qualificação: 4 atletas de cada bateria (Q) mais os 4 melhores qualificados (q).
| Posição | Bateria | Raia | Atleta                       | Nacionalidade                  | Tempo | Notas |
| ------- | ------- | ---- | ---------------------------- | ------------------------------ | ----- | ----- |
| 1       | 2       | 6    | Ruddy Zang Milama            | Gabão                          | 11.33 | Q     |
| 2       | 3       | 3    | Gloria Asumnu                | Nigéria                        | 11.54 | Q     |
| 3       | 1       | 2    | Blessing Okagbare            | Nigéria                        | 11.60 | Q     |
| 4       | 4       | 6    | Phobay Kutu-Akoi             | Libéria                        | 11.65 | Q     |
| 5       | 4       | 3    | Janet Amponsah               | Gana                           | 11.68 | Q     |
| 6       | 5       | 8    | Marie Josée Ta Lou           | Costa do Marfim                | 11.73 | Q     |
| 7       | 2       | 2    | Delphine Atangana            | Camarões                       | 11.86 | Q     |
| 8       | 1       | 7    | Lorène Bazolo                | República do Congo             | 11.89 | Q     |
| 9       | 5       | 3    | Flings Owusu-Agyapong        | Gana                           | 11.90 | Q     |
| 10      | 3       | 7    | Fanny Appès Ekanga           | Camarões                       | 11.93 | Q     |
| 11      | 4       | 1    | Ahamada Feta                 | Comores                        | 11.99 | Q     |
| 12      | 3       | 6    | Globine Mayova               | Namíbia                        | 12.10 | Q     |
| 13      | 3       | 4    | Saruba Colley                | Gâmbia                         | 12.12 | Q     |
| 14      | 5       | 1    | Sergine Kouanga              | Camarões                       | 12.19 | Q     |
| 15      | 2       | 3    | Adeline Gouenon              | Costa do Marfim                | 12.20 | Q     |
| 16      | 3       | 2    | Millicent Ndoro              | Quênia                         | 12.25 | q     |
| 17      | 1       | 6    | Mary Jane Vincent            | Ilhas Maurícias                | 12.30 | Q     |
| 18      | 5       | 6    | Benjamine Padonou            | Benim                          | 12.35 | Q     |
| 19      | 4       | 4    | Rochidath Oroy               | Benim                          | 12.37 | Q     |
| 20      | 4       | 5    | Hinikissia Albertine Ndikert | Chade                          | 12.39 | q     |
| 21      | 4       | 7    | Mariette Mien                | Burquina Fasso                 | 12.44 | q     |
| 22      | 1       | 8    | Amandine Allou Affoue        | Costa do Marfim                | 12.56 | Q     |
| 23      | 3       | 5    | Bamab Napo                   | Togo                           | 12.58 | q     |
| 24      | 1       | 4    | Joanne Loytoy                | Seicheles                      | 12.62 |       |
| 25      | 5       | 2    | Fanny Shonobi                | Gâmbia                         | 12.67 |       |
| 26      | 2       | 5    | Chauzje Choosha              | Zâmbia                         | 12.72 | Q     |
| 27      | 4       | 2    | Tegest Tamagnu               | Etiópia                        | 12.74 |       |
| 28      | 2       | 4    | Aminata Djegue Diakite       | Mali                           | 12.87 |       |
| 29      | 1       | 3    | Gezah Hala                   | Líbia                          | 13.15 |       |
| 30      | 2       | 8    | Beatriz Mangue               | Guiné Equatorial               | 13.60 |       |
| 98      | 5       | 7    | Fetiya Kedir                 | Etiópia                        | DSQ   |       |
| 99      | 2       | 7    | Vida Anim                    | Gana                           | DNF   |       |
| 99      | 1       | 5    | Ada Udaya                    | Libéria                        | DNS   |       |
| 99      | 3       | 8    | Selam Tesfamariam            | Eritreia                       | DNS   |       |
| 99      | 4       | 8    | Patience Boyibala            | República Democrática do Congo | DNS   |       |
| 99      | 5       | 4    | Lawretta Ozoh                | Nigéria                        | DNS   |       |
| 99      | 5       | 5    | Rebeca Ansoumana             | Seicheles                      | DNS   |       |

### Semifinal
Qualificação: 2 atletas de cada bateria  (Q) mais os  2 melhores qualificados (q).
| Posição | Bateria | Raia | Atleta                       | Nacionalidade      | Tempo | Notas |
| ------- | ------- | ---- | ---------------------------- | ------------------ | ----- | ----- |
| 1       | 1       | 6    | Gloria Asumnu                | Nigéria            | 11.22 | Q     |
| 2       | 2       | 6    | Blessing Okagbare            | Nigéria            | 11.26 | Q     |
| 3       | 3       | 6    | Ruddy Zang Milama            | Gabão              | 11.29 | Q     |
| 4       | 1       | 5    | Marie Josée Ta Lou           | Costa do Marfim    | 11.62 | Q     |
| 5       | 2       | 4    | Phobay Kutu-Akoi             | Libéria            | 11.74 | Q     |
| 6       | 3       | 3    | Janet Amponsah               | Gana               | 11.76 | Q     |
| 7       | 2       | 3    | Flings Owusu-Agyapong        | Gana               | 11.76 | q     |
| 8       | 1       | 3    | Lorène Bazolo                | República do Congo | 11.85 | q     |
| 9       | 3       | 4    | Globine Mayova               | Namíbia            | 11.91 |       |
| 10      | 3       | 5    | Delphine Atangana            | Camarões           | 11.93 |       |
| 11      | 1       | 4    | Ahamada Feta                 | Comores            | 11.94 |       |
| 12      | 2       | 4    | Fanny Appès Ekanga           | Camarões           | 11.97 |       |
| 13      | 1       | 8    | Sergine Kouanga              | Camarões           | 12.13 |       |
| 14      | 2       | 7    | Saruba Colley                | Gâmbia             | 12.18 |       |
| 15      | 3       | 1    | Millicent Ndoro              | Quênia             | 12.26 |       |
| 16      | 2       | 8    | Mary Jane Vincent            | Ilhas Maurícias    | 12.31 |       |
| 17      | 3       | 7    | Adeline Gouenon              | Costa do Marfim    | 12.39 |       |
| 18      | 2       | 2    | Hinikissia Albertine Ndikert | Chade              | 12.40 |       |
| 19      | 1       | 2    | Mariette Mien                | Burquina Fasso     | 12.44 |       |
| 20      | 1       | 7    | Benjamine Padonou            | Benim              | 12.52 |       |
| 21      | 3       | 2    | Bamab Napo                   | Togo               | 12.68 |       |
| 22      | 2       | 1    | Amandine Allou Affoue        | Costa do Marfim    | 12.69 |       |
| 23      | 1       | 1    | Chauzje Choosha              | Zâmbia             | 12.71 |       |
| 24      | 3       | 8    | Rochidath Oroy               | Benim              | 12.97 |       |

### Final
| Posição           | Raia | Atleta                | Nacionalidade      | Tempo | Notas |
| ----------------- | ---- | --------------------- | ------------------ | ----- | ----- |
| Medalha de ouro   | 5    | Ruddy Zang Milama     | Gabão              | 11.16 |       |
| Medalha de prata  | 3    | Blessing Okagbare     | Nigéria            | 11.18 |       |
| Medalha de bronze | 6    | Gloria Asumnu         | Nigéria            | 11.28 |       |
| 4                 | 4    | Marie Josée Ta Lou    | Costa do Marfim    | 11.53 |       |
| 5                 | 2    | Flings Owusu-Agyapong | Gana               | 11.75 |       |
| 6                 | 7    | Janet Amponsah        | Gana               | 11.76 |       |
| 7                 | 1    | Lorène Bazolo         | República do Congo | 11.86 |       |
| 08 !              | 8    | Phobay Kutu-Akoi      | Libéria            | DNS   |       |

Legenda
| Recorde mundial       | Recorde mundial (World record)               |                       | Recorde africano                      | Recorde africano (African) |                                           | Q | Classificado por posição (Qualified) |
| Recorde do campeonato | Recorde do campeonato (Championship record)  | Recorde da América    | Recorde da América (Americas)         | q                          | Classificado por melhor tempo (Qualified) |   |                                      |
| Melhor marca do ano   | Melhor marca do ano (World leading)          | Recorde asiático      | Recorde asiático (Asian)              | DNS                        | Não largou (Did not start)                |   |                                      |
| Recorde nacional      | Recorde nacional (National record)           | Recorde europeu       | Recorde europeu (European)            | DNF                        | Não terminou (Did not finish)             |   |                                      |
| Recorde pessoal       | Recorde pessoal do atleta (Personal best)    | Recorde da Oceania    | Recorde da Oceania (Oceania)          | DSQ / DQ                   | Desclassificado (Disqualified)            |   |                                      |
| Recorde da temporada  | Recorde da temporada do atleta (Season best) | Recorde sul-americano | Recorde sul-americano (South America) | NM                         | Sem marca (No mark)                       |   |                                      |